# Język kreolski gujański
Język kreolski gujański – język kreolski na bazie języka angielskiego, używany głównie w Gujanie (650 tys. użytkowników), gdzie służy jako lingua franca dla większości mieszkańców. Pewni jego użytkownicy (33 tys. osób) zamieszkują Surinam.
Istnieje kontinuum odmian – od „czystego” języka kreolskiego (basilektu) do standardowego języka angielskiego (akrolektu).